# Yé (departamento)
Yé es un departamento de la provincia de Nayala, en la región Boucle du Mouhoun, Burkina Faso. A 1 de julio de 2018 tenía una población estimada de 48 777 habitantes.
Se encuentra ubicado en el centro-oeste del país, cerca del río Volta Negro o Mouhoun, y de la frontera con Malí.